# Пэкседжу
Пэкседжу (кор. 백세주; за пределами Кореи продается под маркой Bek Se Ju) — корейский алкогольный напиток на основе ферментированного клейкого риса, приправленного различными травами, прежде всего женьшенем. Название «столетнее вино» отражает поверие, что употребление напитка с целебными травами поможет дожить до 100 лет.
Напиток настоян на женьшене и одиннадцати других травах, среди которых — солодка, лимонник китайский, китайская дереза (Lycium chinense), корень астрагала (Astragalus propinquus), имбирь и корица.

## Обзор
Пэкседжу варится с использованием традиционных методов, и обладает мягким вкусом, с нотками женьшеня.
Часто употребляется вместе с куи (en:Gui (food)) и другими острыми блюдами корейской кухни. При этом пэкседжу считается более старомодным алкогольным напитком, чем соджу или пиво, и он менее популярен, возможно, из-за своего имиджа и более высокой цены. В промышленном масштабе пэкседжу производится компанией Kooksoondang.